# Церква Іоанна Предтечі (Мілуватка)
Церква Іоанна Предтечі — православний храм у селі Мілуватка Сватівської громади Луганської області, пам'ятка архітектури.
У 1799 році зведено дерев'яний храм Іоана Предтечі. Мав вигляд молитовного будинка, який побудували козаки полтавського полку Андрій Катрухін і Іван Бугайов. У 1904 році архітектор В.Х. Немкін завершив роботу з проєктування будівництва храму, який підписаний губернатором Харківської губернії.
Будівництво храму почалося у 1906 році. З кожного жителя села за бажанням збиралася пожертва 5 копійок (ціна однієї цегли). Будівництво завершилося у 1912 році, а 1913 році відбулось освячення храму.
У 1938 році голові сільської ради Катрусі Михайлу Микитовичу НКВД наказало закрити храм. Бажаючи врятувати храм, він за ніч наповнив будівлю пшеницею, а підвал храму овочами. Коли приїхало НКВД, він сказав, що храм руйнувати не буде, так як там збрігається «соціалістича власість». Священника храму отця Тимофія Павленка репресовано та заслано до Карелії, після відбуття заслання продовжив службу в храмі.
Будівля храму використовується для служінь Сєвєродонецько-Старобільською єпархією УПЦ.

## Галерея

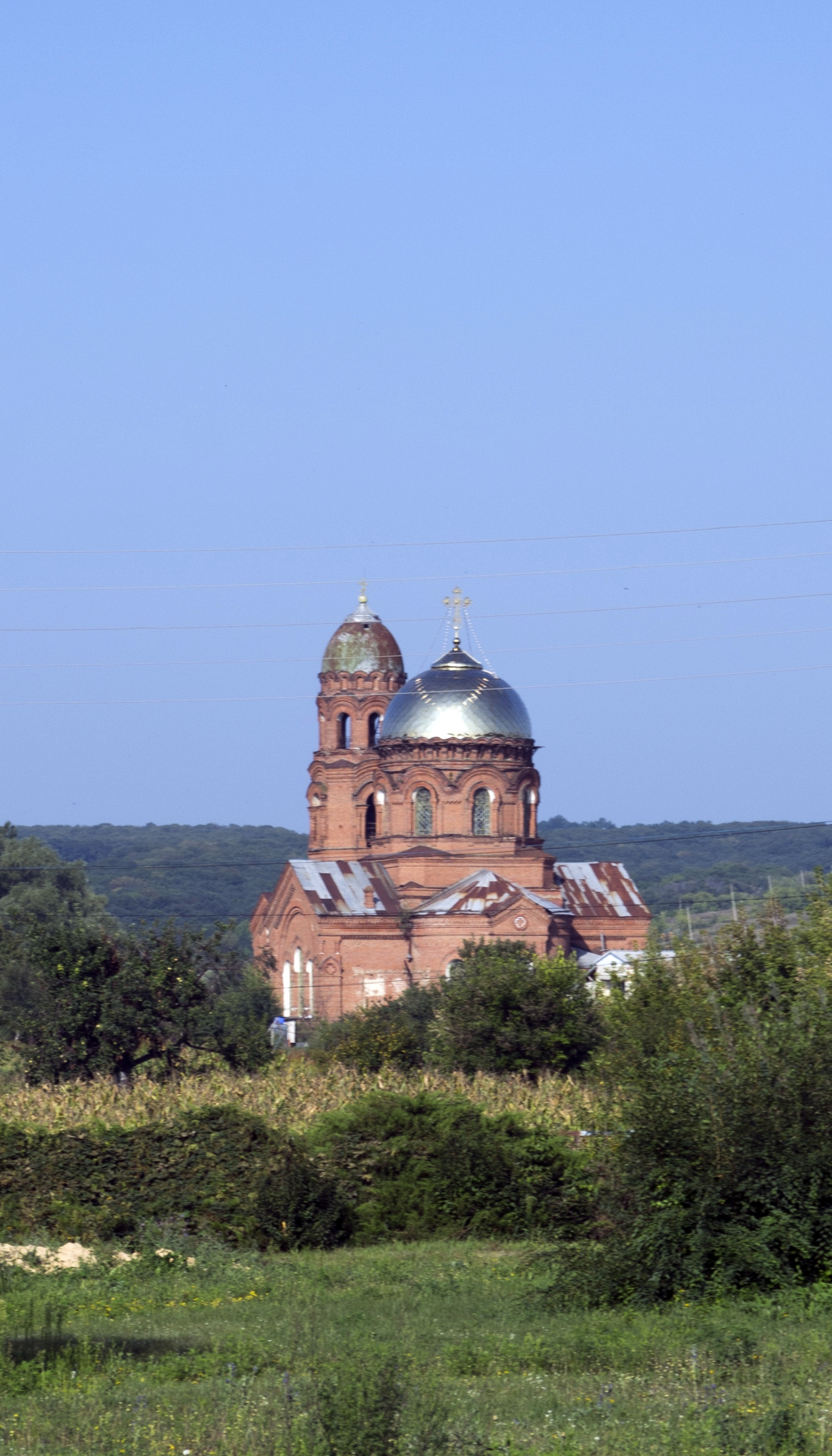
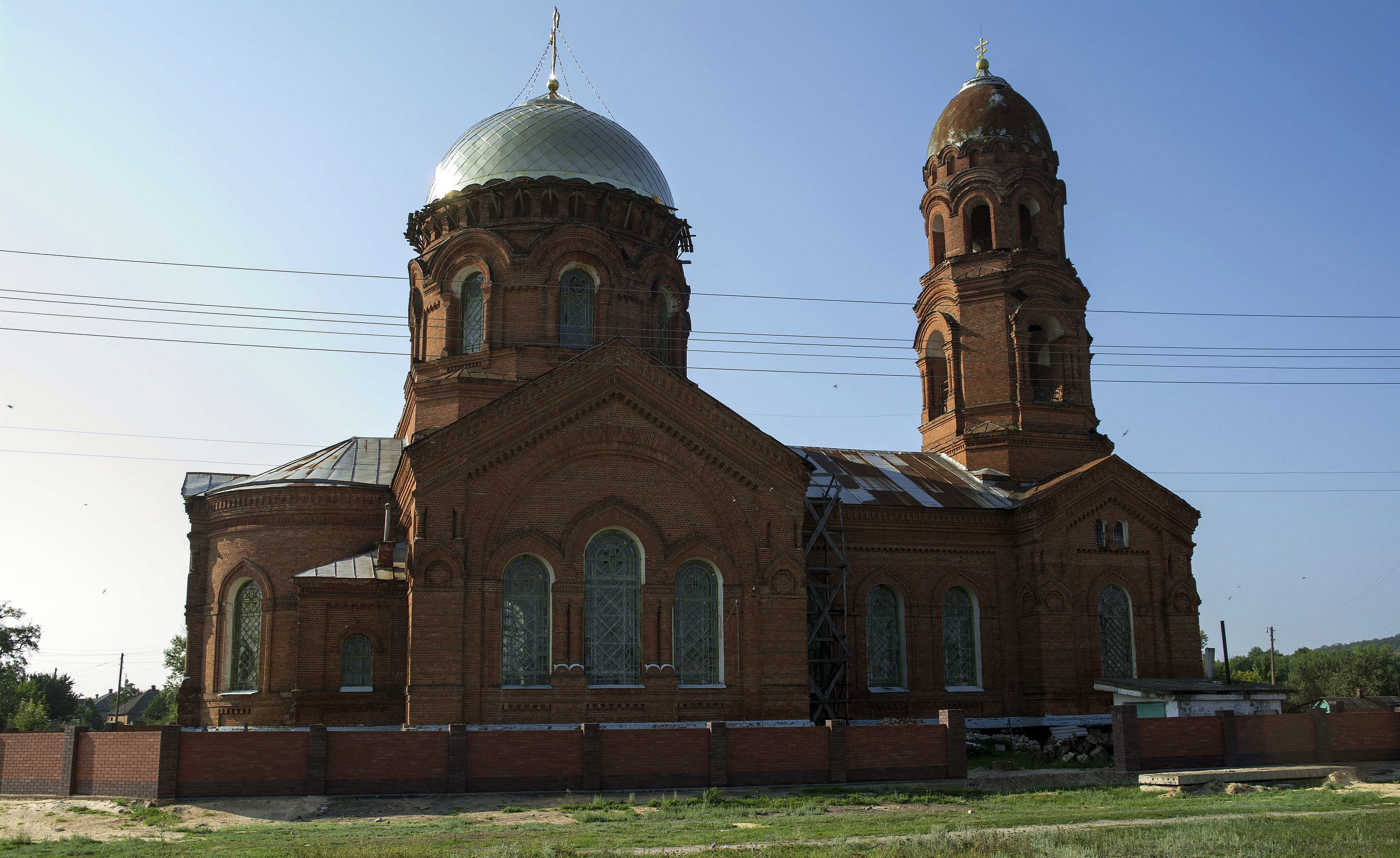
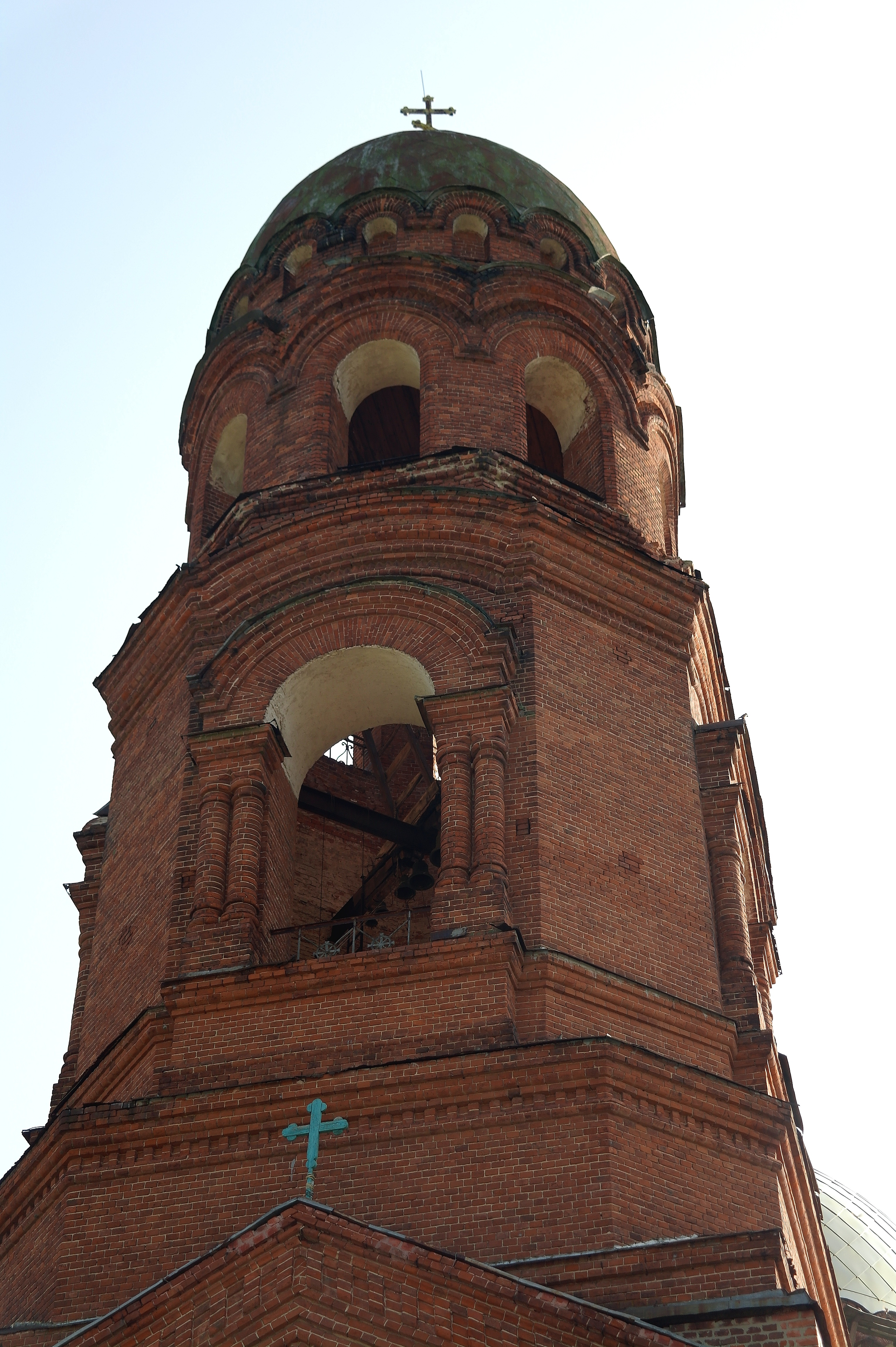
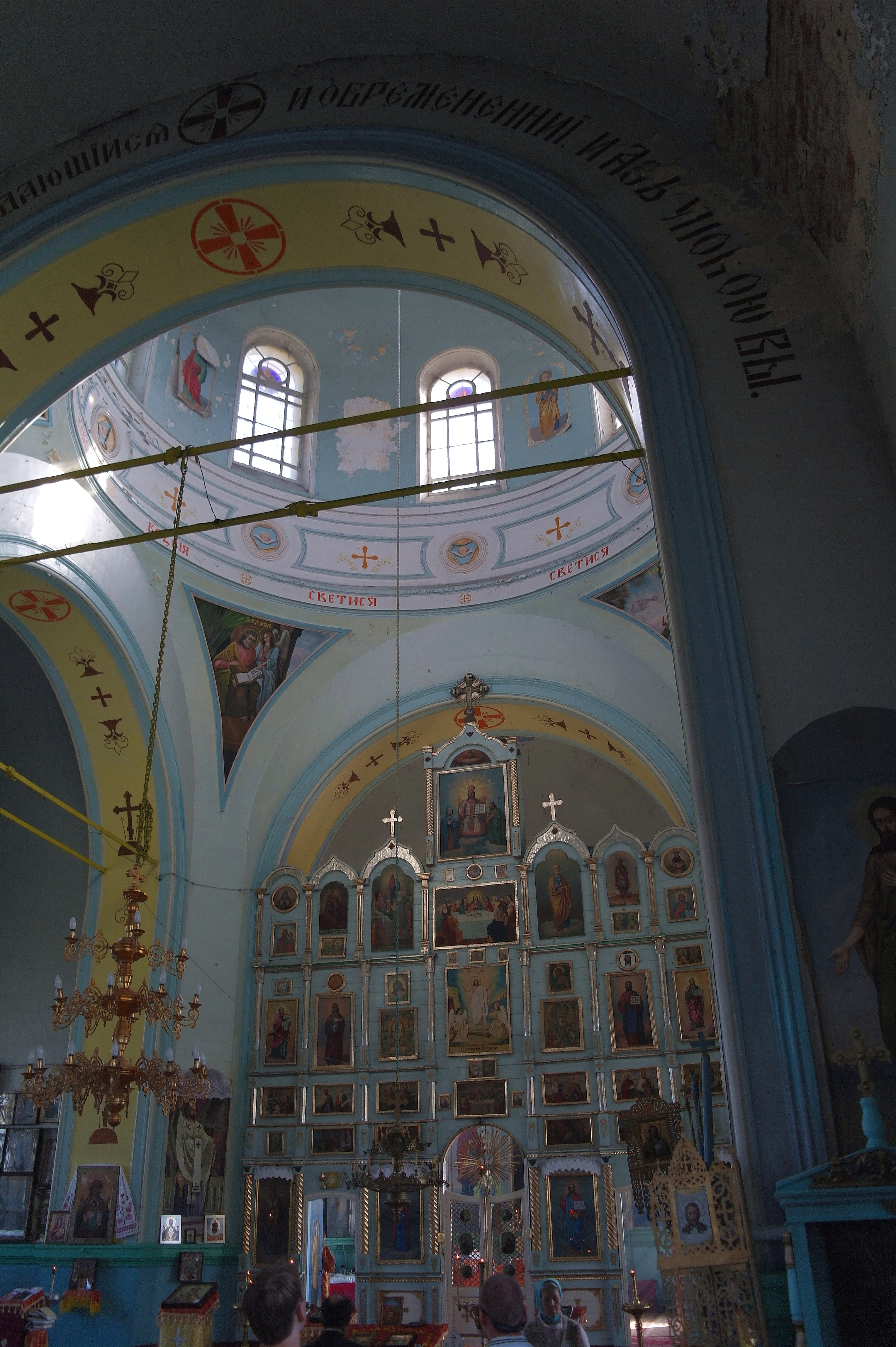
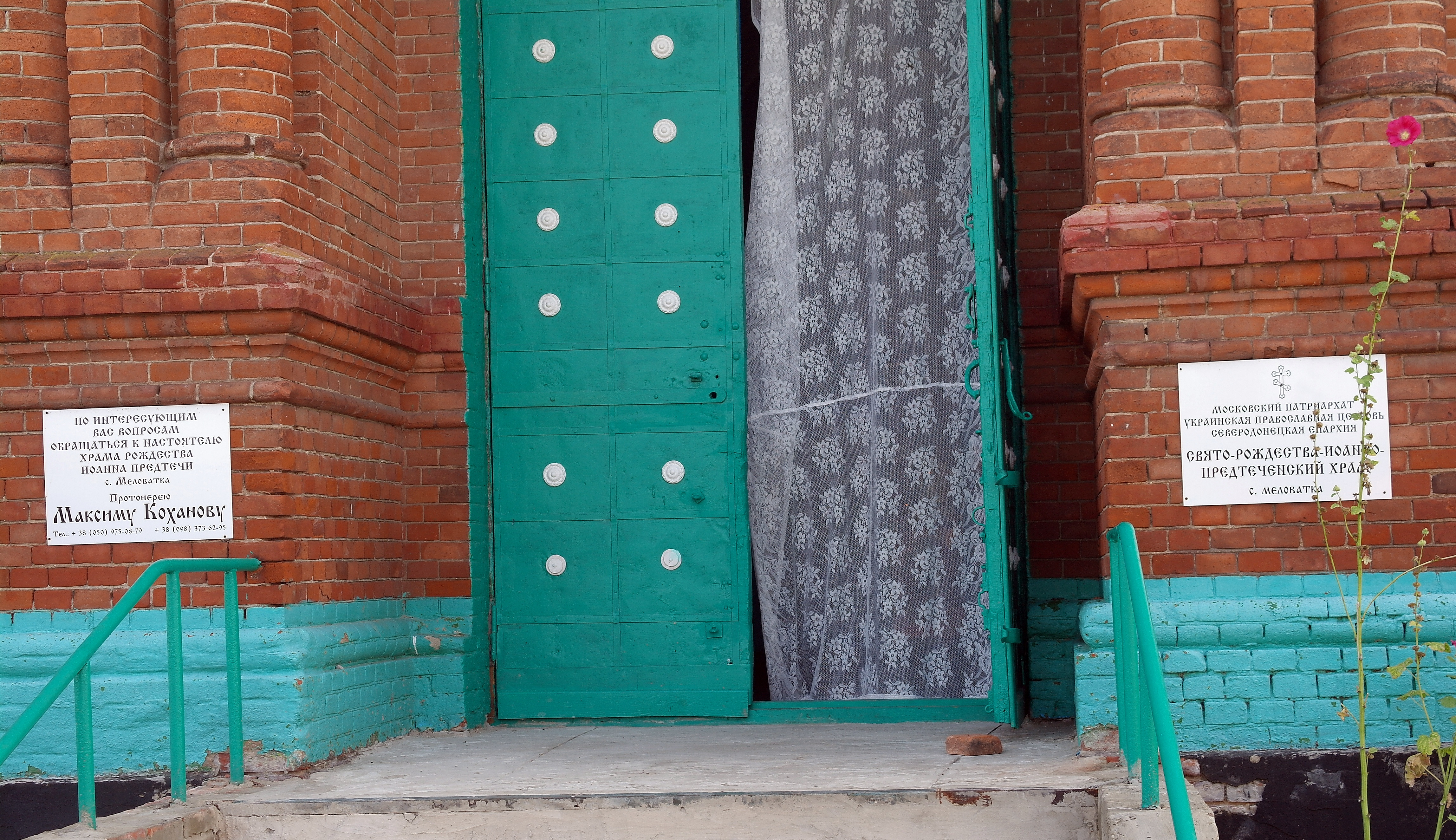
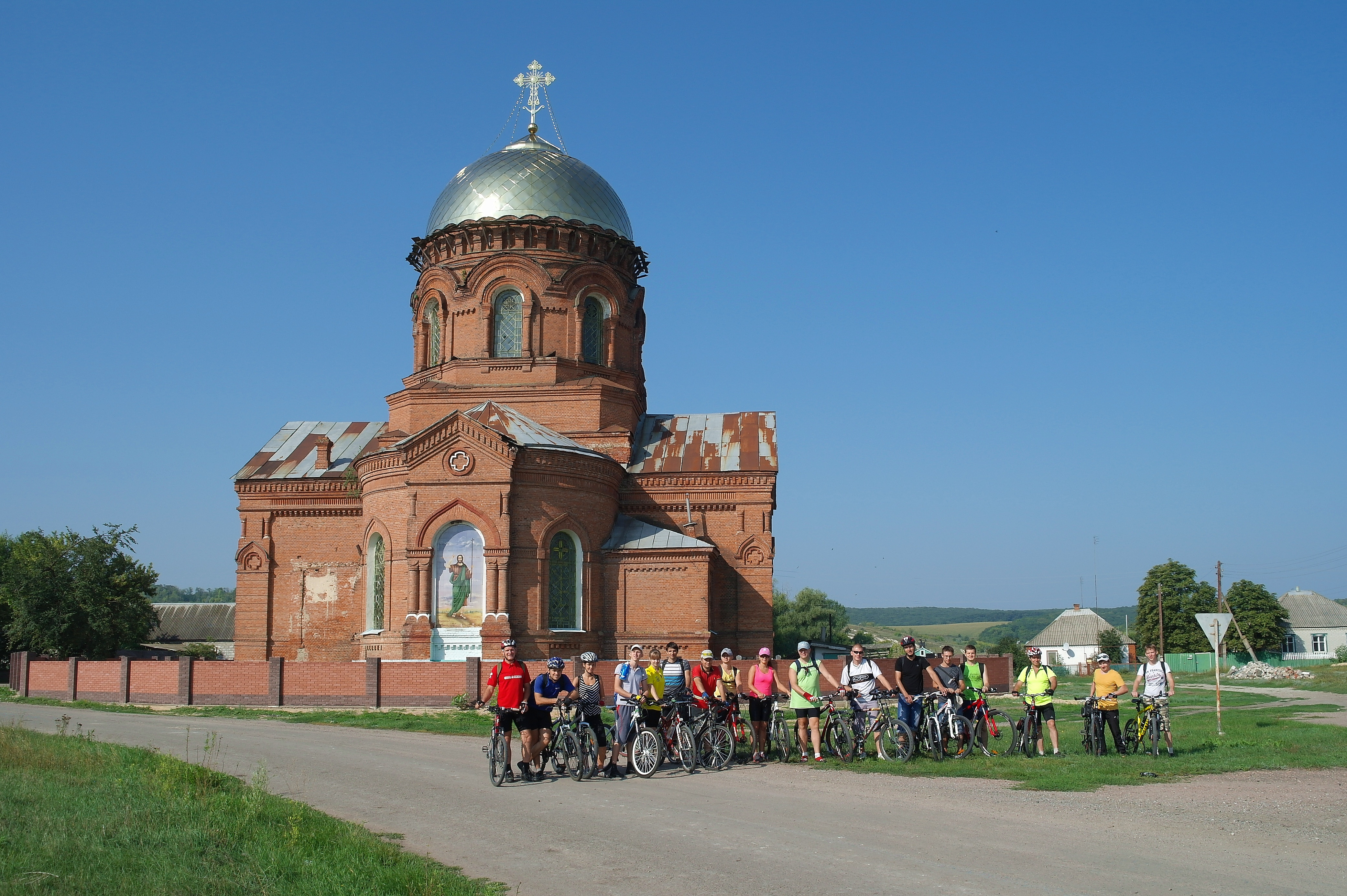
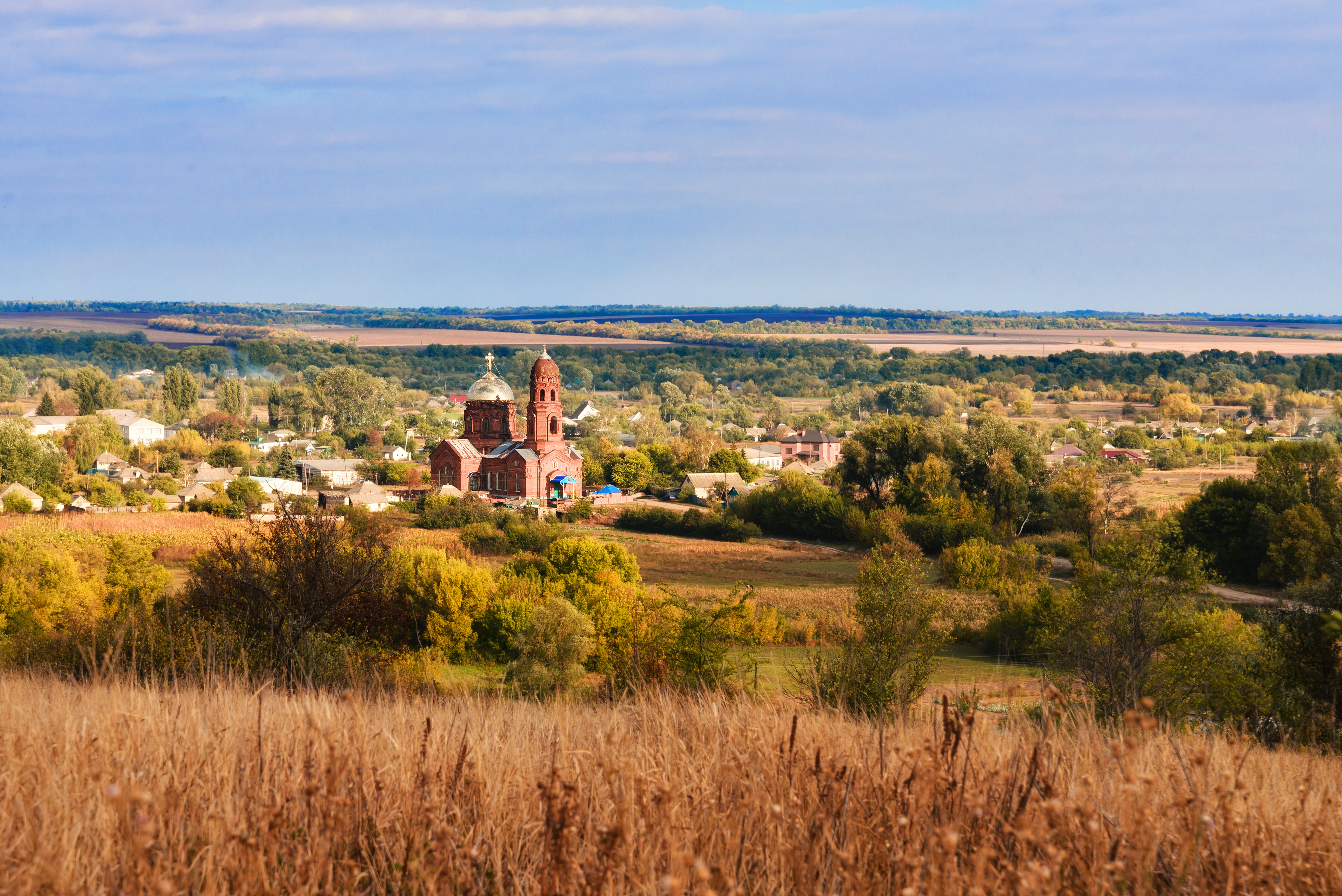